# Yasni
Yasni (eigene Schreibweise: yasni) ist eine Personensuchmaschine, betrieben von der Yasni GmbH. Sie aggregiert Suchergebnisse aus externen Quellen und ist damit ein Aggregator.

## Entstehung und Entwicklung
Gegründet wurde die Yasni GmbH 2007 von Steffen Rühl, Christian Rühl und Robert Ziesche. Im selben Jahr startete das Online-Angebot. 2008 stiegen die Mountain Business Angels unter Cornelius Boersch als Investorengruppe ein, woraufhin Yasni expandierte und weitere Länderversionen entwickelte.
Im Februar 2012 hatte das Unternehmen Yasni GmbH 20 Mitarbeiter.
Die Webseite ist in 15 Sprachen und auf 21 Länderdomains verfügbar – das jüngste Angebot (Stand 2012) ist „yasni.pl“ bezogen auf Polen.
Zu dem im deutschsprachigen Raum populärsten und bekanntesten Personensuchmaschinen zählten 2009 Yasni, myON-ID und 123people.
2021 waren beim Betreiber von Yasni, der Yasni GmbH, Frankfurt am Main, 3 Arbeitnehmer beschäftigt. Geschäftsführer ist Steffen Rühl.

## Merkmale
Neben der einfachen Suche gibt es die Möglichkeit, sich neu gefundene Suchergebnisse regelmäßig in Form eines E-Mail-Newsletters zuschicken zu lassen oder aktiv Suchanzeigen zu schalten. Yasni ermöglicht registrierten Nutzern, Profile (bei Yasni „Exposés“) anzulegen und dadurch die gefundenen Suchergebnisse bei Namesakes eindeutig zuzuordnen. Auch durch erweiterte Möglichkeiten, wie das Hinzufügen eigener Links, Texte oder Bilder oder dem Erstellen einer Visitenkarte, erlaubt Yasni eine Abgrenzung von Namensvettern. In diesem Rahmen bietet Yasni den Nutzern untereinander auch die gängigen Kommunikations- und Vernetzungsmöglichkeiten eines sozialen Netzwerks.

## Nutzung
Laut einer AGOF-Studie belegte yasni.de im Mai 2011 Platz 29 der deutschen Internet-Angebote. IVW-Zahlen wiesen für Yasni im Juli 2011 ungefähr 22 Mio. Visits im Monat aus. Für Juni 2016 konstatierte die IVW yasni.de 237.459 online Visits gesamt und 153.561 Online Visits Inland. Am 6. Juli 2017 wurde yasni.de bei AfD mit 254.828 online Visits gesamt und 174.748 Online Visits Inland bei der IVW letztmals aufgeführt.

### Kontext
Die Bedeutung von Yasni als Metasuchmaschine wird durch die Quantität der Klickzahlen belegt. Diese Klickzahlen müssen in mehrfacher Hinsicht in ihrem Kontext beurteilt werden:
1. Die Zahlen der „Arbeitsgemeinschaft Online Forschung e. V.“ stehen in der Kritik, dass sie den Markt verzerrt darstellen. Beispielsweise werden mehrere Webseiten mit den höchsten Besucherzahlen (wie Google, Facebook, Youtube und Wikipedia) in den AGOF-Studien gar nicht erwähnt.
2. Die Zahlen der „Informationsgemeinschaft zur Feststellung der Verbreitung von Werbeträgern e. V.“ sind rein interessensorientierte Statistiken (Verbreitung von Werbung) und keine Zahlen über das Nutzungsverhalten einer Metasuchmaschine.
3. Die veröffentlichten Zahlen geben immer nur die reinen Abfragemengen an, ohne weiter zu differenzieren. Es wird u. a. nicht unterschieden zwischen automatisierten Abfragen (Beispiel: Webcrawler) oder einmaligen Klicks (Beispiel: ein Nutzer gelangt zufällig zu Yasni und schließt die Seite sofort) – daher kann anhand der vorhandenen Zahlen kein Nachweis für eine nachhaltige Nutzung erbracht werden.
4. Die Analyse der veröffentlichten Zahlen[11][12] lässt ebenso die Vermutung zu, dass das Geschäftsmodell von Yasni darin besteht, durch Suchmaschinenoptimierung möglichst viele Seitenaufrufe („Klicks“) anzuziehen (Content Farm).

## Kritik
Die Kritik an Yasni bezieht sich vor allem auf den Suchmaschinenbereich, der als datenschutzrechtlich bedenklich gewertet wird, da (zwar öffentlich sichtbare) Suchergebnisse in einer dossierartigen Übersicht zusammengeführt werden (siehe auch den Abschnitt „Datenschutz & Recht“ im Artikel „Personensuchmaschine“). Yasni ist als Prozessbeteiligte auch an einigen Grundsatzurteilen zum Thema Datenschutz im Internet beteiligt wie z. B. an „Keine Persönlichkeitsrechtsverletzung durch Bildvorschau in Personensuchmaschine“.
Yasni ging laut einem Artikel Linus Neumann auf Netzpolitik.org Ende Juli 2011, in dem er Yasni als „SEO-Spam“ bezeichnete, gegen Kritiker mit Drohungen vor und bezog sich dabei auf den Artikel Ist Yasni illegal? von Sascha Krähenbühl. Linus Neumann bemängelte, dass Yasnis Algorithmus „unpassende Ergebnisse zu Personen liefert, als eine Google-Suche nach einem falschen Namen“. Ferner kritisierte er, „dass Yasni ein Schandfleck in jeder Google-Suche ist, den die betroffene Person nur durch Kooperation oder Bezahlung in seinem Ausmaß mindern, aber nie komplett loswerden kann.“.
Heike Baller von profi-wissen.de stufte Yasni Anfang Juli 2014 nicht als Personensuchmaschine ein, sondern als „Aggregator“, der Informationen zu einem bestimmten Personennamen und zu einer bestimmten Person liefere, weil Personennamen normalerweise mehrfach vorkommen. Die gegen Bezahlung von Yasni angebotene Datenlöschung schätzte sie als „unseriös“ ein, weil diese Information weiter im Internet vorhanden, jedoch von Yasnis Filterfunktion nicht mehr im Suchergebnis angezeigt würden.
Kritik gibt es ebenfalls an der Suchmaschinenoptimierung, die dafür sorgt, dass Ergebnisseiten von Yasni „echte“ Suchergebnisse in Google verdrängen. Zudem wird Kritik daran geäußert, dass Yasni die Suchergebnisse von Suchmaschinen indexieren lässt. Dies unterläuft die Funktion der robots.txt-Datei und ist ein typisches Merkmal von „Scraper Sites“. Des Weiteren wird nicht – wie bei Suchmaschinen üblich – die Zielseite direkt verlinkt, sondern auf eine interne Seite verwiesen, die die Seite in einem Frame darstellt und mit Werbung von Yasni versieht.  Ein anderes Problem ist, dass Yasni nicht alle (wichtigen) im Internet auffindbaren Infos schnell erfasst. Exposé-Inhaber haben aber die Möglichkeit, selbst solche Internetauftritte zu benennen. Fotos im Internet, insbesondere Wikipedia-Bilder, werden selten bis gar nicht erfasst und benannt oder mit monatelanger Verspätung.
Neben der technischen, von Yasni vorgegebenen Funktion besteht innerhalb der Gemeinschaft die Möglichkeit, Angaben von Erfassten zu bestätigen. Überprüft man willkürlich einen Eintrag (so „Michael Schreiber“) findet man viele hundert falsche „Beglaubigungen“. Es erscheint etwas als echt, was tatsächlich nicht auf die eingetragene Person bezogen ist, sondern z. B. auf Namesakes oder wie im genannten Fall auch auf „StayFriends“.
Des Weiteren ist der Umgang Yasnis mit der Datenschutzrichtlinie 95/46/EG umstritten, auf welcher das Urteil vom 13. Mai 2014 des Europäischen Gerichtshofs zum Recht auf Vergessenwerden basiert. Sobald dieses Recht für ein Ergebnis bei Yasni durch einen subjektiv gestalteten „Zensur-Link“ wahrgenommen wurde, erschien der dem Ergebnis zugeordnete Personenname in der von Yasni betriebenen Suchmaschine zensierte-namen.de. Dabei verzichtete Yasni komplett auf eine Identitätsprüfung des Antragstellers. Des Weiteren wurde das Removal Tool komplett eingestellt, so dass man umständlich einen Antrag beim Site-Betreiber stellen muss. Der Hinweis auf die angebliche Zensur der kompilierten Daten erscheint trotzdem, zumindest für in der Vergangenheit entfernte Inhalte.